# Diffraction d'électrons rétrodiffusés

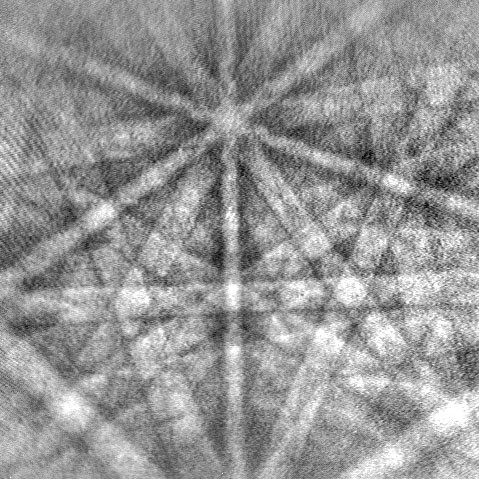
Cliché de diffraction obtenu par EBSD

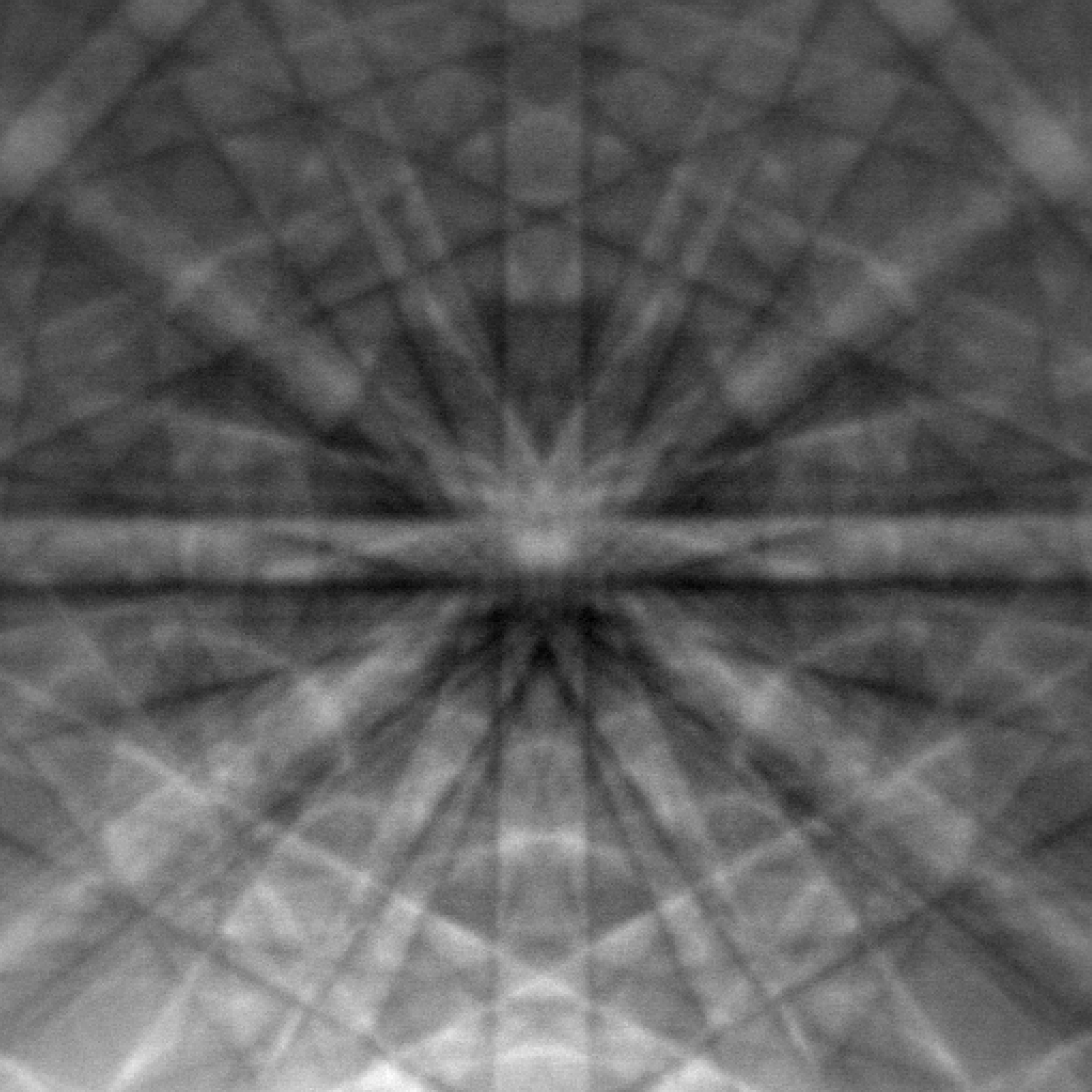
Cliché EBSD du silicium monocristallin, obtenu à 20 kV avec un canon à émission de champ

Principe de l’EBSD

La diffraction d'électrons rétrodiffusés (en anglais electron backscatter diffraction ou EBSD, ou encore backscatter Kikuchi diffraction ou BKD) est une technique cristallographique microstructurale permettant de mesurer l'orientation cristallographique de nombreux matériaux, qui peut être utilisée pour déterminer la texture ou l'orientation préférentielle de n'importe quel matériau monocristallin ou polycristallin. L'EBSD peut être utilisée pour indexer et identifier les sept systèmes cristallins, et est appliquée à la cartographie d'orientation cristalline, l'étude des défauts, l'identification des phases, l'étude des joints de grains et de la morphologie, l'examen des hétérogénéités locales, l'identification des matériaux, la cartographie des déformations, et à l'aide de techniques complémentaires, l'identification physico-chimique. Traditionnellement, ces études sont souvent réalisées par diffraction des rayons X (XRD), diffraction de neutrons et/ou diffraction des électrons dans un microscope électronique en transmission (MET).
Expérimentalement, l'EBSD est réalisée avec un microscope électronique à balayage (MEB) équipé d'un détecteur EBSD comportant au moins un écran phosphorescent, un objectif compact et une caméra CCD à faible lumière. Les systèmes EBSD du commerce sont livrés typiquement avec une ou deux caméras CCD différentes : pour des mesures rapides, la puce CCD a une résolution standard de 640×480 pixels ; pour des mesures plus lentes mais plus précises, la résolution de la puce CCD peut atteindre 1600×1200 pixels. Cependant, avec des résolutions plus élevées, la vitesse de sortie de données est plus lente. Le plus gros avantage des détecteurs à haute résolution est leur sensibilité plus élevée. Pour les mesures de texture et d'orientation, les images sont "binned" de façon à réduire leur taille et les temps de calcul. Par conséquent, le transfert et l'analyse de presque 1000 images/s est possible si le signal de diffraction est suffisamment fort.
Pour effectuer une mesure EBSD, un échantillon polycristallin plat et poli est placé dans la chambre du MEB, avec un angle fortement incliné (~70° par rapport à l'horizontale) vers la caméra de diffraction, pour augmenter le contraste du cliché d'électrons rétrodiffusés. L'écran phosphorescent est situé à l'intérieur de la chambre d'examen du MEB à un angle d'environ 90° de l'axe du faisceau et est couplé à un objectif compact qui focalise l'image produite sur l'écran phosphorescent vers la caméra CCD. Dans cette configuration, certains des électrons qui atteignent l'échantillon rétrodiffusent et peuvent s'échapper. Lorsque ces électrons quittent l'échantillon, ils peuvent le faire selon la condition de Bragg reliée à l'espacement des plans périodiques du réseau atomique de la structure cristalline et diffractent. Ces électrons diffractés peuvent s'échapper du matériau et certains d'entre eux percuteront et exciteront l'écran phosphorescent, provoquant sa fluorescence.
Un diagramme de diffraction d'électrons rétrodiffusés (en anglais : electron backscatter diffraction pattern, EBSP) se forme lorsque plusieurs plans différents diffractent les électrons pour former les lignes de Kikuchi (ou bandes de Kikuchi) qui correspondent à chacun des plans de diffraction du réseau. Si la géométrie du système est bien décrite, il est possible de relier les bandes présentes dans le diagramme EBSP à la phase et à l'orientation cristalline du matériau situé à l'intérieur du volume d'interaction électronique. Chaque bande peut être indexée individuellement par les indices de Miller des plans de diffraction qui l'ont formée. Pour la plupart des matériaux, trois bandes/plans qui se croisent suffisent pour obtenir une unique solution d'orientation cristalline (basée sur leurs angles interplans) et la plupart des systèmes commerciaux utilisent des tables de correspondance issues de bases de données cristallines internationales pour réaliser l'indexation.
Bien que cette description 'géométrique' reliée à la solution cinématique (utilisant la condition de Bragg) soit très puissante et utile pour définir l'orientation et l'analyse de la texture, elle décrit seulement la géométrie du réseau cristallin et ignore les phénomènes physiques présents dans le matériau diffractant. Pour décrire correctement les caractéristiques fines du diagramme EBSP, on doit utiliser un modèle dynamique multi-faisceaux (par exemple, la variation de l'intensité des bandes dans le diagramme expérimental ne correspond pas à la solution cinématique reliée au facteur de structure).